# أباذر (نير)
أباذر هي قرية في مقاطعة نير، إيران. عدد سكان هذه القرية هو 101 في سنة 2011.